# Chiridopsis bipunctata
Chiridopsis bipunctata (лат.) — вид жуков щитоносок (Cassidini) из семейства листоедов.
Южная и Юго-Восточная Азия: Индия, Таиланд, Шри-Ланка. Тело овальной формы, уплощённое, кремового цвета с двумя чёрными пятнами на дорсальной стороне тела. Голова сверху не видна, так как прикрыта переднеспинкой.
Растительноядная группа, питаются растениями различных видов, в том числе из семейства Вьюнковые (Convolvulaceae): Ipomoea batatas; I. carnea, Quamoclit coccinea (= I. coccinea); Ipomoea biloba (= I. pescaprae); Ipomoea aquatica, I. batatas, I. fistulosa, I. violacea, Merremia emarginata.
.